# Piotr Dukaczewski
Piotr Zygmunt Dukaczewski (ur. 13 stycznia 1965 w Warszawie) – polski szachista i działacz sportowy, mistrz międzynarodowy od 1986 roku.

## Kariera sportowa
Od połowy lat 80. XX wieku należy do ścisłej światowej czołówki szachistów słabowidzących. Czterokrotnie, w latach 1986 (w Moskwie; za wynik ten otrzymał tytuł mistrza międzynarodowego), 2000 (w Benasque), 2004 (w Mondariz) oraz 2010 (w Belgradzie) zdobył tytuły wicemistrza świata, natomiast w 2011 r. zdobył w Rodos tytuł mistrza Europy.
W latach 1994–2014 dziewięciokrotnie wystąpił w reprezentacji Międzynarodowego Stowarzyszenia  Niewidomych Szachistów na szachowych olimpiadach. W latach 1983, 1985, 1997, 1998, 2000, 2002, 2004, 2005, 2006 i 2008 zdobył dziesięć tytułów Mistrza Polski Niewidomych. W latach 1985–2012 ośmiokrotnie reprezentował Polskę na Olimpiadach Szachowych Niewidomych, zdobywając cztery medale: wspólnie z drużyną – złoty (2004), srebrny (2000) i brązowy (1985) oraz indywidualnie – złoty (2004 – na I szachownicy). Oprócz tego, w latach 1990–2013 siedmiokrotnie uczestniczył w Drużynowych Mistrzostwach Świata Niewidomych, zdobywając dziewięć medali: wspólnie z drużyną – dwa złote (2001, 2005), trzy srebrne (1990, 2010, 2013) i brązowy (1998) oraz indywidualnie – trzy złote (1998 – na I szachownicy, 2001 – na I szachownicy, 2010 – na I szachownicy).
Najwyższy ranking w karierze osiągnął 1 stycznia 2006 r., z wynikiem 2372 punktów dzielił wówczas 78-79. miejsce wśród polskich szachistów.
Jest aktywnym działaczem sportowym, pełnił funkcję prezesa Stowarzyszenia Kultury Fizycznej Sportu i Turystyki Niewidomych i Słabowidzących „Cross” oraz wiceprezesa Międzynarodowej Federacji Niewidomych Szachistów. Jest również członkiem zarządu Polskiego Komitetu Paralimpijskiego.
Dwukrotnie odznaczony Złotym Krzyżem Zasługi, w 2011 za zasługi w działalności społecznej na rzecz sportu środowiska osób niewidomych i słabowidzących, a w 2021 za zasługi w działalności na rzecz osób potrzebujących pomocy oraz wsparcia, zagrożonych wykluczeniem społecznym.